# Равденско македонско благотворително братство
Равденското македонско културно-просветно и благотворително братство е патриотична и благотворителна организация на бежанци от Македония, установили се в Равда.

## История
Към 1924 година в Равда на Българското Черноморие се заселват бежанци от Егейска Македония. На 29 юли 1924 година по инициатива на Димитър Палчев се основава македонското братство в селището. В първото настоятелство са избрани Иван Шаирков като председател, Иван Джафчанов подпредседател и Атанас Темелков и Атанас Кръстев като членове. На общо събрание на 1 февруари 1925 година е избрано ново настоятелство в състав: председател Иван Н. Масларов, подпредседател Сотир Терзиев, секретар Атанас Христов Бербатов, касиер Христо Д. Мандулев, съветници Иван Свирков, Христо Бенчаров и Тодор Хаджиев.
На 16 декември 1925 година, в навечерието на областна сбирка на Съюза на македонските младежки организации в Поморие, в Равда се основава македонска младежка организация „Павле Кониковски“.
През 1926 година Равденското братство участва на областна сбирка на македонските братства проведена на 4 април в Бургас.
На общото годишно събрание през януари 1936 година братството избира ново настоятелство в състав: председател Вангел Голев, подпредседател Иван Масларов, секретар Тома Атанасов, касиер Никола Тодоров, съветници Тодор Хаджиев, Иван Свирков и Димитър Краставичкаров, а контролна комисия съставляват Атанас Барбятов, Христо Йовчев и Христо Орешков.